# Reiffenstuel

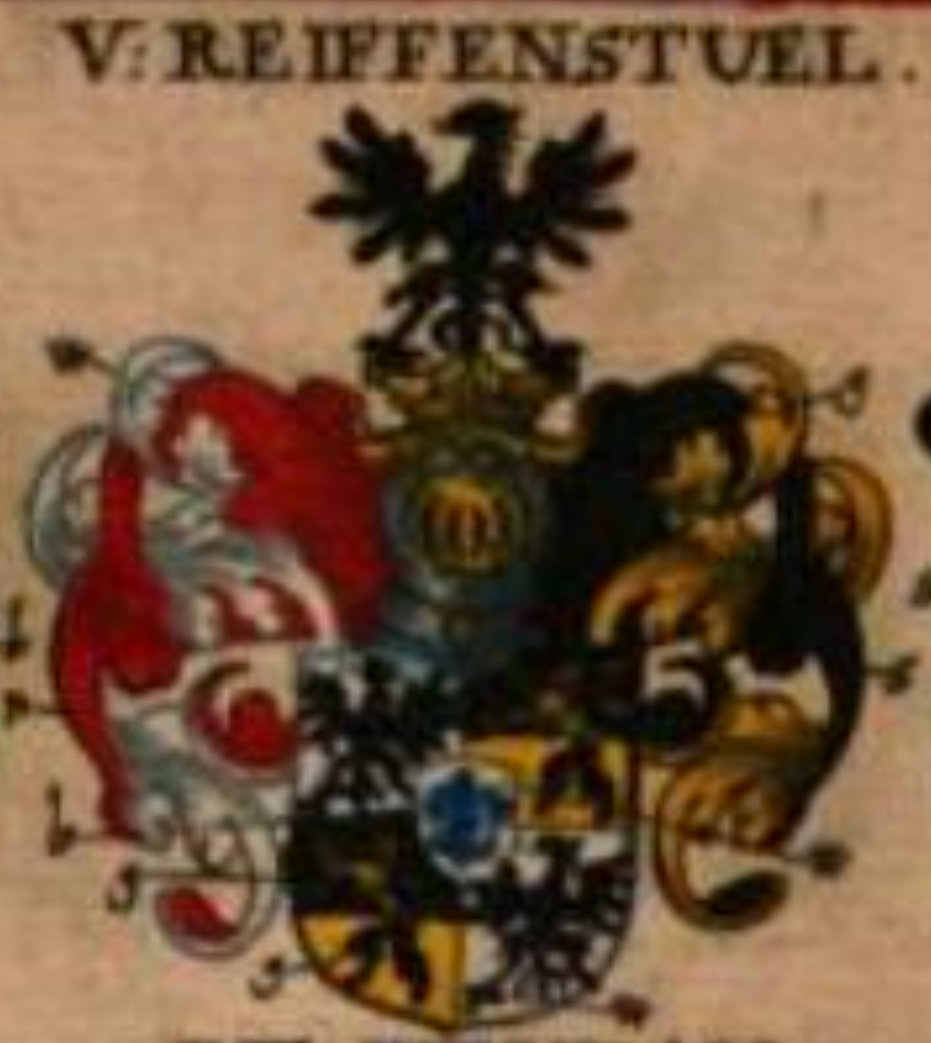
Wappen der Adelung im Jahr 1652. (Paul Fürst; Neues Wappenbuch, Teil 5; 1665)

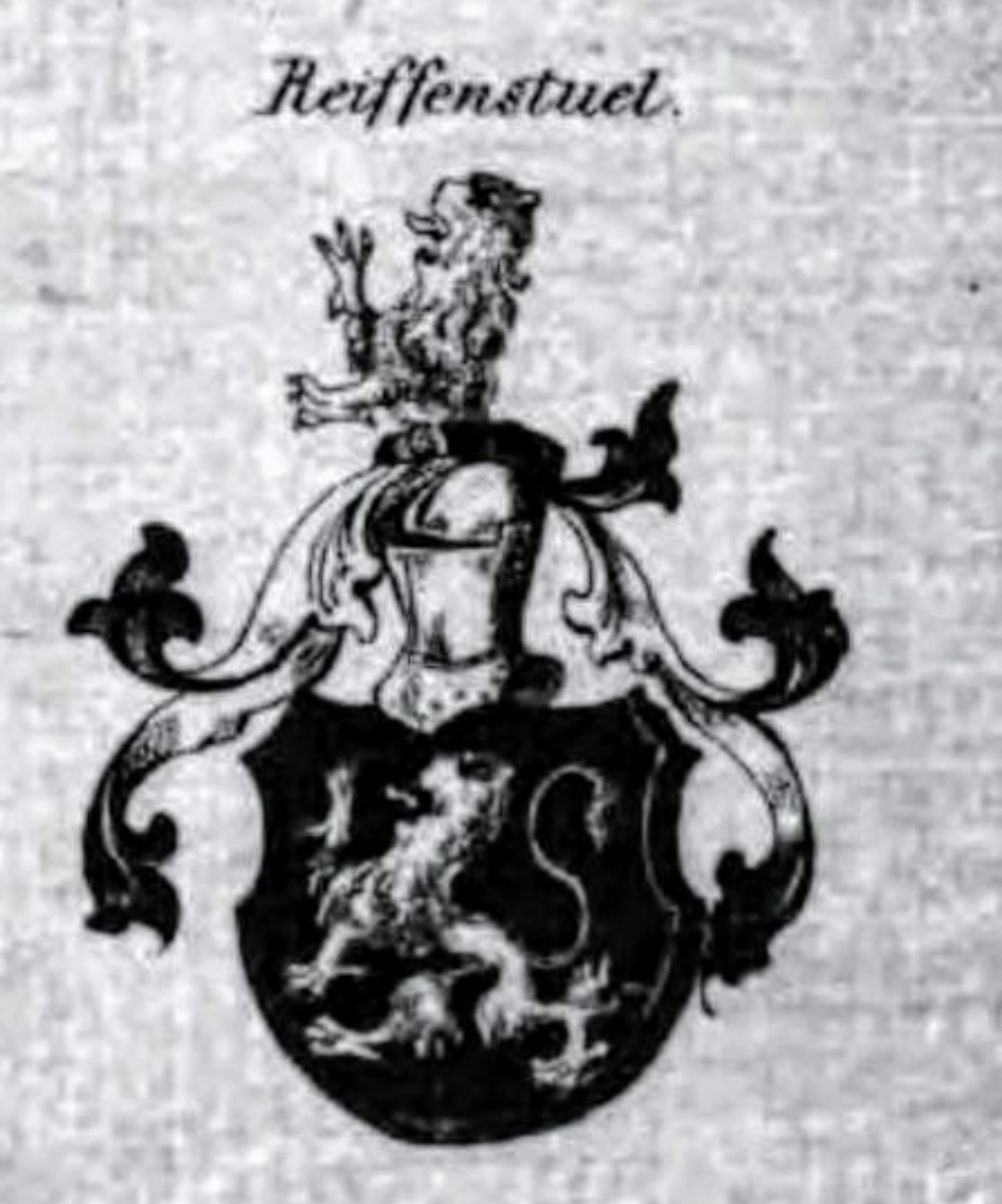
Wappen des Wappenbriefs im Jahr 1596, allerdings nicht ganz korrekt dargestellt. (Otto v. Hefner; Siebmachers Wappenbuch; 1854)

Reiffenstuel ist der Name einer seit dem 15. Jahrhundert nachweisbaren Familie, deren Mitglieder hauptsächlich im Bauwesen und als Geistliche in Erscheinung traten, teilweise auch als Maler. Sie stammen aus Gmund am Tegernsee und gelten auch als Gründer des Alpenlebens und der Alpenviehzucht am Tegernsee. Im 17. Jahrhundert wurde Paul Reiffenstuel von Kaiser Ferdinand III. geadelt, nachdem die Familie Ende des 16. Jahrhunderts bereits ein Wappen verliehen bekommen hatte.
Die berühmtesten ihres Geschlechts sind Hanns und sein Sohn Simon Reiffenstuel, die gemeinsamen Erbauer der Soleleitung in Bad Reichenhall.

## Etymologie und Herkunft
Der Name Reiffenstuel leitet sich einerseits von ripa, dem lateinischen Wort für Ufer ab. Am nördlichen Ufer des Tegernsees gelegen ist nämlich der Herkunftsort der Reiffenstuel. Das Wort wandelte sich im Laufe der Zeit am Tegernsee über Reybharz (1469) und Ribarsee (1640) zu Rübers, Rübisch und Ribisch und schließlich zu Reyffen und Reiffers. Noch 1868 ist in Gmund eine Einöde Ribisch (auch: Rübers) belegt.
Eine Gerber-Familie namens Stol aus dem unweit gelegenen Finsterwald ließ sich in Ufernähe nieder und wurde von den Einheimischen fortan Stol am Reyffers, Stol am Reyffen und Reyffenstol. Im 17. Jahrhundert wurde Reiffenstuel, -stul und -stuhl am häufigsten gebraucht. Im 19. Jahrhundert schrieb man Reifenstuel.

## Geschichte
Hanns Reiffenstuel ist 1400 bis 1418 als Wirt am Tegernsee urkundlich belegt. 1420 verließen die nachweislich wanderslustigen Reiffenstuel das nördliche Seeufer und zogen ans südliche zur Pfarrei Egern. Da befand sich auch das Kloster Tegernsee, für das die Stol einst Tier- und Wildhäute gerbten. Dieses befand sich auch gerade durch den Abt Kaspar Ayndorfer im Aufschwung.
In den Alpen am Tegernsee betrieben sie nun Viehzucht, wofür die Brüder Hanns und Lambert Reiffenstuel zuvor zum Beispiel im Jahr 1420 ein Vieh eingefangen hatten. 1462 lieferten sie einen Stier an das Kloster Tegernsee. An der Weißach und an der Rottach, wie die Flüsse nachher genannt wurden, ließen sie sich um 1458 als Rot- bzw. Weißgerber nieder.
Die weiteren Niederlassungsorte waren in der Nähe der Pfarrei und sie waren auch als Landwirte und Ökonomen aktiv. 1454 hatte der letzte Reiffenstuel das nördliche Ufer des Tegernsees verlassen. In Rottach starb nach knapp drei Jahrhunderten mit Gregor Reiffenstuel am 16. Juli 1730 der letzte in Rottach ansässige Reiffenstuel. In der dazwischenliegenden Zeit hatten sich die Reiffenstuel auf verschiedene Almen ausgebreitet und belieferten das Kloster Tegernsee mit Getreide, Rindern, Kälbern und Hühnern und den von ihnen erzeugten Tierprodukten Schmalz, Käse und Eier.
Verschiedene Familienzweige der Reiffenstuel wohnten im 15. und 16. Jahrhundert in einer Vielzahl von Dörfern, darunter auch wieder Gmund. Reiffenstol sei im 16. Jahrhundert der populärste Name „jenes Theiles im Tegernseewinkel“ geworden. Neben Gerberei und Ökonomie betrieben die Reiffenstuel nun auch Bauwesen. Im Zimmermeisteramt waren die Reiffenstuel in und außerhalb Bayerns „berühmt, und gesucht“, weswegen sie am 17. Oktober 1596 vom Kaiser, wahrscheinlich aus Salzburg, einen Wappenbrief empfingen, der de dato 28. Juli 1710 in Salzburg als Abschrift hinterlegt ist. Am 4. April 1652 in Wien folgte ein kaiserlicher Adelsbrief.
Eine im Gesamtbild nicht ganz vollständige Stammlinie der Reiffenstuel startet bei Leonhard Reiffenstuel, Wirt und Zimmermeister.
Sein Sohn Hanns Reiffenstuel (* 1548; † 29. Juni 1620) war gemeinsam mit wiederum seinem Sohn Simon der Erbauer der Soleleitung in Bad Reichenhall. Er war zwei Mal verheiratet, und zwar in erster Ehe um 1570 mit Anna Wilhelm, einer Hofschneiderstochter aus Tegernsee. Der Ehe entstammten die Söhne Leonhard, Johannes, Wolfgang und Simon. Um 1580 wurde Hanns Wittwer und heiratete ein oder wenige Jahre später Anna Krinner, Zimmermeisterstochter auch aus Tegernsee. Sie gebar ihm Abraham, Nikolaus und Anna. In der Totenkapelle in Gmund befindet oder befand sich (Stand: 1868) ein Porträt Hanns’ und seiner Söhne Simon, Leonhard und Abraham, vielleicht gemalt von Nikolaus Prugger.
Jörg Reiffenstuel (* um 1562; † 1597), Sohn des Leonhard, arbeitete seit etwa 1588 als „Werkmeister, Wuer- und Clausenmeister“ in Innsbruck, Venedig und Augsburg sowie als Leiter des Triftwesens (Landwirtschaft) im Kastenamt Bad Tölz. Am 3. April 1592 stellte er die baufällige „Wuer“ in Marquartstein wieder her. Im Jahr 1596 machte er Dienstreisen nach Wolfratshausen, Regensburg, Vohburg, Ingolstadt, Vilshofen, Friedberg und Rosenheim. Jörg war auch Hofamtsbaumeister.
Quirin Reiffenstuel (* um 1564; † 21. Februar 1623), Sohn Leonhards, war „einfacher Zimmermeister“ und ab 1597 ersetzte er seinen Bruder als Hofamtsbaumeister und arbeitete auch als „Holz-, Clausen- und Triftmeister“. Im Jahr 1605 wurde der Pfleger von Bad Tölz darum gebeten, beim Bau eines neuen Jagdschlosses keinen „Schöttl“ (Meister) einzusetzen, „sondern Quirin Reiffenstuel, damit gleich beständig gute Arbeit geliefert werde.“ Quirin war verheiratet mit einer Apollonia († 1626).
Auch sollen Valentin („Veit“) Reiffenstuel, „Pruckhenmeister“ (Brückenmeister) in Vilshofen, und Gregor Reiffenstuel, Maler in Bad Tölz, Söhne des Leonhard Reiffenstuel gewesen sein.
Simon Reiffenstuel (* 1574; † 8. Februar 1620), der mit seinem Vater Hanns die Soleleitung in Bad Reichenhall baute, genoss das Adelsprädikat Seiner fürstlichen Durchlaucht und war Hofbrunn- und Zimmermeister in München, gebürtig aus der Pfarrei Gmund. Während seiner Ausbildung reiste er nach Lyon und lernte viel in den „künstlichen Brunnenwerken“, in denen er arbeitete. Am 26. September 1596 heiratete er Elisabeth Schafftatter, Tochter des Ehepaares Jörg und Elisabeth aus Georgenried. Nachdem Simons Vater Hanns aus Gmund nach München übersiedelt war, übernahm Simon dessen Besitz „am Thor zum Tegernsee“ (Gmund) „beim ‚Mannharten‘“, wie es zumindest um 1868 hieß. Ohne feste Anstellung arbeitete er nun in der Wasserbaukunst und im Bau- bzw. Zimmerwesen rund um den Tegernsee. Im Frühjahr 1600 bewarb er sich um ein fürstliches Hofamt. Am 7. Dezember wurden einige Anwärter auf einen Beruf im Brücken- und Schiffbau gemustert, Simon Reiffenstuel am 31. Januar 1631 als Hofzimmermeister von Herzog Max I. eingestellt, wobei ihm „sein Wohlverhalten vor Andern“ zugutekam. „Gleichzeitig“ verwaltete er das „Pronmaisteramt“ (Brunnmeisteramt). Im Jahr 1603 baute er eine „Schlacht“ (Wehr) zu Stadtamhof und Straubing, zwei Jahre später das „Brunnenwerk“ zu Krayburg.
Am 6. Mai 1606 heiratete er nach dem Tod seiner ersten Ehefrau – diese Ehe war zudem sehr unglücklich gewesen („Verschwendung, Zanksucht und Untreue“) – eine Elisabeth aus Bad Tölz, wo die Hochzeit auch stattfand. Am 24. Juli 1606 verkaufte er sein Haus in Gmund und zog nach München.
1607 entstand unter seiner Leitung das Wasserwerk Brunnthal. 1610 sorgte er für eine Eindämmung der Isar in der Pupplinger Au und half beim „Schlossbau zu Grünwald“. 1616 bis 1619 erbaute er mit seinem Vater die Soleleitung in Bad Reichenhall. Auch unter der Leitung seines Vaters half er beim Residenzbau in München. Kein Jahr nach dem Bau der Salinenleitung wurde Simon krank und zog sich zu seinem Bruder Leonhard nach Gmund zurück und starb „im besten Mannesalter“. Sein Vater starb wenige Monate darauf. Simon hinterließ einen Sohn Simon aus erster Ehe und aus zweiter Hanns und Ludwig, sowie eine Tochter Anna, ungewiss aus welcher Ehe.
Abraham Reiffenstuel (* 1582), ein Bruder Simons, war Bürgermeister und Kämmerer in Bad Tölz.
Johannes Reiffenstuel (* 1576; † 28. Mai 1615), Sohn des Hanns Reiffenstuel, wurde Pfarrer des Kollegialstifts St. Martin in Landshut, seit 1610 in Geißenhausen. Er soll an „allgemeiner Wassersucht“ gestorben sein.
Wolfgang Reiffenstuel (* 1575; † 9. Februar 1626) war Probst des Chorherrenstifts Weyarn.
Die Reiffenstuel geistlichen Standes starben im 19. Jahrhundert, am 17. Juli 1823, mit dem letzten Probst des Regensburger Augustiner Eremiten Klosters.
Paul („Paulus“) Reiffenstuel (* 1608; † vor 1680), Sohn des Leonhard Reiffenstuel und Enkel des Hanns Reiffenstuel. 1630 ging er nach Wien und wurde 1634 Doktor beider Rechte und 1642 Hofrichter. 1645 machte er sich im Dreißigjährigen Krieg „verdient“ und wurde Infolgedessen am 4. April 1652 von Ferdinand III. geadelt und zum Hof- und Pfalzgrafen ernannt. Er heiratete in erster Ehe Ende 1642 Anna Elisabetha (geb. Teuber) und  am 28. Mai 1663 Anna Regina (geb. Schmid bzw. Altschmid von Hörhaimb) Seine zwei Söhne aus erster Ehe Leopold Cornelius (* 1. September 1643) und Paul Cornelius Laurentius (* 27. Juni 1648) scheinen früh verstorben zu sein, sein Sohn Ignatius (* 1664) aus zweiter Ehe wurde Jesuiten.
Mit Anna Helena Reiffenstuel (* 2. März 1745; † um 1804) starb in München, weil ihre Geschwister früh verstorben waren, die letzte des Stammes Reiffenstuel aus Gmund. Sie war seit etwa 1766 verheiratet gewesen mit dem Münchner „Hofkammerkanzellisten“ Joseph Kastenmair und eine Tochter Bernhard Ludwigs Reiffenstuel (* 13. November 1719; † 15. September 1755).
Franz Xaver Reiffenstuel (* 19. November 1777; † 26. November 1836), Sohn eines Johann Peter Reiffenstuel, heiratete am 28. Mai 1802 Antonia Prandner († 5. Mai 1843), war Zimmerpalier und dann Stadtzimmermeister in München. Am 31. März 1804 wurde Franz Xavers und Antonias ältester Sohn Franz Michael Reiffenstuel geboren. 1812 wurde der jüngere Sohn Franz Xaver d. J. geboren, der in München als Stadtzimmermeister wirkte. Er starb 1853.
Ende des 19. Jahrhunderts wurde in München der spätere Maler Hans Reiffenstuel geboren, des Weiteren 1964 in Tegernsee Michael Reiffenstuel, der Diplomat wurde.
Auch Anton Reiffenstuhl und Johann Georg Reiffenstuel entstammten möglicherweise dieser Familie. Hinweise darauf könnten der bei den Reiffenstuels mehrmals vorkommende Beruf des Malers sein bzw. der Geburtsort Kaltenbrunn, wo ein Stamm der Reiffenstuel zumindest in der Vergangenheit lebte.

## Wappen
Das Wappen des Wappenbriefs im Jahr 1596 ist geteilt und zeigt einen ganzen Löwen mit roter oder rubinfarbener Zunge. Der obere Teil des Schildes ist schwarz und der Löwe gelb, der untere Teil des Schildes ist gelb bzw. gold, dafür der Löwe schwarz. Über dem Wappen ein Stechhelm, darauf (Kleinod) ein gelber Löwe. Helmdecken: gelb-schwarz. Die Darstellung in Siebmachers Wappenbuch von Otto Titan von Hefner entspricht nicht dem gespaltenen Schild, sondern zeigt und beschreibt ein einheitliches.
Das Wappen der Adelung Paul Reiffenstuels im Jahr 1652 hingegen ist geviert: in 1 und 4 auf weißem bzw. silbernem Hintergrund ein schwarzer Adler mit roter Zunge, und in 2 und 3 das Stammwappen (Löwe im geteilten Feld). In der Mitte des Schildes eine blaue doppelte Lilie auf weißem Hintergrund. Über dem Wappen ein Helm mit einer Kette mit Gnadenpfennig, die Helmdecken rot-weiß bzw. gelb-schwarz.